# Oursbelille
Oursbelille – miejscowość i gmina we Francji, w regionie Oksytania, w departamencie Pireneje Wysokie.
Według danych na rok 1990 gminę zamieszkiwały 1 213 osoby, a gęstość zaludnienia wynosiła 107 osób/km² (wśród 3020 gmin regionu Midi-Pyrénées Oursbelille plasuje się na 284. miejscu pod względem liczby ludności, natomiast pod względem powierzchni na miejscu 991.).